# Tatort: Manila
Manila ist ein Fernsehfilm aus der Kriminalreihe Tatort der ARD und des ORF. Der vom WDR produzierte Beitrag wurde am 19. April 1998 erstmals ausgestrahlt und ist die 383. Tatortfolge und der dritte Fall der Ermittler Ballauf und Schenk.

## Handlung
Nachdem einige Kölner Tankstellen von einem Gangsterpärchen unsicher gemacht werden, wird bei der Kölner Polizei eine Sonderkommission ins Leben gerufen, der auch die Kommissare Max Ballauf und Freddy Schenk angehören. Die Leitung erhält Kriminalrätin Franziska Berger vom LKA in Düsseldorf. In der Hoffnung, die Verbrecher zu fassen, führt die Polizei eine großangelegte Ringfahndung durch. Als dabei zufällig das Auto von Staatsanwalt Wehling in die Kontrolle gerät und anhalten muss, flüchtet ein asiatischer Junge aus dem Wagen und wird am nächsten Tag von der Polizei aufgegriffen und einer entsprechenden Einrichtung übergeben. Dort fallen dem Arzt Spuren einer Misshandlung auf, die auf sexuellen Missbrauch deuten.
Staatsanwalt Wehling erklärt, dass er den Jungen verstört an einer Autobahnraststätte aufgegriffen und mitgenommen hätte. Ballauf zweifelt daran und findet auch Widersprüche in den Angaben, doch da der Junge wenig redet, kann er Wehling nichts beweisen. Ehe er dem richtig nachgehen kann, erscheint eine Filippina, die behauptet die Mutter des Jungen zu sein, doch auch dabei ergeben sich Ungereimtheiten und Ballauf bemerkt, wie das Kind immer verschlossener wird. Da er mit Kopfnicken bestätigt, dass die Frau seine Mutter wäre, wird er ihr anvertraut und sie kann ungehindert mit dem Kind ausreisen. Obwohl Ballauf eigentlich als aktuellen Fall die Tankstellengangster fassen soll, berührt ihn das Schicksal von March und er ermittelt parallel im Bereich Kindesmissbrauch. Dabei stößt er auf den Kölner Ernst Swoboda, der bei der Polizei aktenkundig ist, da er in Manila Kinder an Touristen „vermietet“ hatte. Ballauf kann ihn jedoch nicht mehr zu den aktuellen Vorkommnissen befragen, da er inzwischen in seinem Wagen tot aufgefunden wurde. Als sich die Ermittler in dessen Wohnung umsehen, finden sie einen Hinweis auf den Staatsanwalt Wehling und Ballauf ist sich sicher, dass der Staatsdiener in den Kindesmissbrauch verstrickt ist und möglicherweise Swoboda zum Schweigen gebracht hat.
Kriminalrätin Berger kann inzwischen ein weiteres verschlepptes philippinisches Kind aus der Gewalt von mutmaßlichen Kinderschändern befreien. Wie sich herausstellt, ist sie die Schwester von March, der möglicherweise so verschwiegen war, um sie nicht in Gefahr zu bringen. Ballauf will deshalb auf die Philippinen reisen, um den Jungen zu finden, damit dieser nun angstfrei gegen seinen Peiniger aussagen kann. Dort angekommen begibt er sich sofort auf die Suche nach dem Jungen und gerät dabei in eine Falle. Er wird niedergeschlagen und zusammen mit einem siebenjährigen Jungen auf einem Zimmer von der Polizei überrascht, die ihn daraufhin verhaftet und ihm die Todesstrafe androht. Als Schenk von Ballaufs misslicher Lage erfährt, reist auch er nach Manila, um seinem Kollegen zu helfen. Er holt ihn auf Kaution aus dem Gefängnis und sie begeben sich zusammen auf die Suche nach March. Schenk hatte im Vorfeld recherchiert und einen Pater ausfindig gemacht, der sich in Manila um Straßenkinder kümmert. So gelingt es ihnen tatsächlich, March zu finden und dabei auch gleich eins der zwielichtigen Hotels auffliegen zu lassen, die regelmäßig Kinder an Sextouristen vermieten.
Mysteriöserweise erscheint auch Staatsanwalt Wehling in Manila und versucht alles daran zu setzen, alle möglichen Beweise gegen ihn zu vernichten. Als er sich jedoch überführt sieht, lässt er sich von einem Bus überfahren.

## Hintergrund
Die Dreharbeiten zu Manila erfolgten in Köln, Rasthof Ville-Ost, Autobahnstück bei Düsseldorf, Manila, Pagsanjan und Santa Cruz. Der Regisseur und Drehbuchautor Niki Stein spielt in diesem Tatort den Kriminellen Ernst Swoboda in einer Minirolle und auch der Produzent Jan Hinter steht für die Rolle eines Paters in Manila vor der Kamera.
Durch den Film beschäftigten sich Dietmar Bär und Klaus J. Behrendt mit dem brisanten Thema, was dazu führte, dass sie den Hilfsverein Tatort – Straßen der Welt e. V. für philippinische Straßenkids gründeten.
Die im Film angedrohte Todesstrafe für Ballauf konnte auf den Philippinen zum Zeitpunkt der Dreharbeiten tatsächlich für Vergewaltigung verhängt werden. Die Regelung wurde 2006 abgeschafft. Zwar wurde die Todesstrafe 2017 wieder eingeführt, sie gilt seitdem aber nur noch für Drogendelikte.

## Rezeption

### Einschaltquote
Die Erstausstrahlung von Manila am 19. April 1998 wurde in Deutschland insgesamt von 8,61 Millionen Zuschauern gesehen und erreichte einen Marktanteil von 25,02 Prozent für Das Erste.

### Kritik
TV Spielfilm zeigte den Daumen gerade und befand: „Der viel beachtete Krimi […] ist aber etwas wirr erzählt.“ Fazit: „Sehr engagiert, aber auch etwas überzogen“.
Rainer Tittelbach von tittelbach.tv meint zu Manila: „Niki Stein ging [mit seiner Arbeit] zu plakativ und spekulativ zu Werke!“ „Dennoch zeigt dieses Projekt bei allen Schwächen, was mit einem populären Format wie ‚Tatort‘ alles möglich ist.“